# Cassette Vision
Cassette Vision — домашняя игровая консоль второго поколения, выпущенная 30 июля 1981 в Японии.

## Описание
По мощности сопоставима с Atari 2600. Имеет необычные элементы управления: четыре ручки, встроенные в саму консоль, по две для каждого игрока (одна для горизонтальной, одна для вертикальной), плюс две кнопки на игрока. Первоначально система продавалась по цене 13 500 иен, а игры стоили по 4000 иен. Всего было продано около 400 000 единиц и была самой продаваемой игровой видеоконсолью в Японии до появления Family Computer от Nintendo.